# Kålfly
Kålfly, Mamestra brassicae, är en fjärilsart som först beskrevs av Carl von Linné 1758.  Kålfly ingår i släktet Mamestra, och familjen nattflyn, Noctuidae. Arten  har livskraftiga, LC, populationer i både Sverige och Finland. I Sverige är arten tämligen allmän upp till Gästrikland och även funnen upp till Jämtland och längs Norrlandskusten men saknas i Lappmarkerna. En liknande utbredning finns i Finland där arten tämligen allmän upp till Vasa men fynd förekommer upp till Uleåborg. Fjärilen har brunaktiga eller gulgrå framvingar med delvis vit njurfläck och en gulvit, W-böjd tvärlinje vid utkanten och grå bakvingar. Vingbredden varierar mellan 34 och 45 millimeter. Larverna lever främst på olika kålväxter men även andra örter. Fjärilen kan orsaka problem för odlare av framförallt vit- och blomkål då larverna verkar ha en särskild förkärlek för dessa växter. Inga underarter finns listade i Catalogue of Life.